# Barrage de Flaming Gorge
Le barrage de Flaming Gorge est un barrage-voûte mince en béton sur la Green River, un affluent majeur du fleuve Colorado, dans le nord de l'Utah aux États-Unis. Le barrage de Flaming Gorge forme le réservoir de Flaming Gorge (en), qui s'étend sur 146 km dans le sud du Wyoming, submergeant quatre gorges distinctes de la Green River. Le barrage est une composante majeure du Colorado River Storage Project (en), qui stocke et distribue l'eau du bassin supérieur du fleuve Colorado.
Le barrage tire son nom d'une section voisine du canyon de la Green River, nommée par John Wesley Powell en 1869. Il a été construit par le Bureau of Reclamation des États-Unis entre 1958 et 1964. Le barrage mesure 153 mètres de haut et 392 mètres de long, et son réservoir a une capacité de plus de 4,6 km3, soit environ le double du débit annuel du haut Green. Exploité pour fournir un stockage à long terme pour les engagements en matière de droits d'eau en aval, le barrage est également une source majeure d'hydroélectricité et la principale installation de contrôle des inondations pour le système de la Green River.
Le barrage et le réservoir ont fragmenté le cours supérieur de la Green River, bloquant la migration des poissons et affectant considérablement de nombreuses espèces indigènes. L'eau libérée par le barrage est généralement froide et claire, par rapport à l'écoulement naturel chaud et limoneux de la rivière, ce qui modifie davantage l'écologie riveraine locale. Cependant, l'eau froide de Flaming Gorge a transformé environ 45 km de Green en une « pêche à la truite ruban bleu ». Le réservoir de Flaming Gorge, largement situé dans la Flaming Gorge National Recreation Area, est également considéré l'une des plus grandes pêcheries de l'Utah et du Wyoming. 

## Histoire et localisation
Contrairement à son homonyme, Flaming Gorge, le barrage se trouve en fait dans le Red Canyon escarpé et rapide, dans le nord-est de l'Utah, à proximité de l'endroit où la Green River traverse les montagnes Uinta. Le canyon, qui a donné son nom au barrage, est enfoui sous le réservoir à près de 32 km en amont 
Red Canyon est le plus étroit et le plus profond des quatre du Green de la région (Horseshoe, Kingfisher, Red et Flaming Gorge), ce qui en fait le meilleur site pour la construction d'un barrage. Flaming Gorge, d'autre part, a été nommé par John Wesley Powell lors de expédition de 1869 (en) sur les rivières Green et Colorado pour le « rouge brillant et flamboyant de ses roches [quand le soleil les a éclairés]. »
Le barrage de Flaming Gorge est l'un des six qui composent le Colorado River Storage Project (en) (CRSP), un système massif de réservoirs créé dans le bassin supérieur du fleuve Colorado par le Bureau of Reclamation des années 1950 aux années 1970. Le projet lui-même était le résultat indirect d'un système d'accords signés par les sept États américains et deux provinces mexicaines Project (en) au début du XXe siècle, divisant le débit du fleuve Colorado entre eux. Parmi les conditions énoncées dans le Colorado River Compact (en) de 1922, 9,3 km3 étaient réservés aux États du Haut-Bassin du Wyoming, du Colorado, de l'Utah et du Nouveau-Mexique et un montant égal aux États du Bas-Bassin de l'Arizona, du Nevada et de la Californie. En raison des fortes variations de débit du Colorado d'une année à l'autre, le bassin supérieur ne pouvait pas remplir les allocations du bassin inférieur les années sèches, et une grande partie de l'eau était gaspillée pendant les années humides en raison du manque de moyens de la retenir.
Bien avant la création du CRSP en 1956, le Bureau avait commencé à rechercher des sites de réservoirs appropriés le long du cours supérieur du Colorado et des affluents tels que les rivières Green, San Juan et Gunnison. L'une des premières propositions s'appelait barrage d'Echo Park (en), au confluent des rivières Green et Yampa dans le Dinosaur National Monument dans le nord-ouest du Colorado. Le Sierra Club, dirigé par David Brower, s'est rallié à la proposition dans les médias et plus tard devant les tribunaux. Lorsque le Bureau s'est désengagé de la proposition d'Echo Park, elle a été considérée comme l'une des premières victoires du mouvement environnementaliste – mais elle s'est accompagnée d'un compromis. Un barrage serait toujours construit sur la Green River, à seulement 80 km en amont près d'un canyon de roche rouge brillant appelé Flaming Gorge. Une idée fausse commune est que la construction du barrage controversé de Glen Canyon faisait partie de ce « compromis pour Echo Park », mais en réalité, le Bureau avait toujours prévu de construire un barrage à Glen Canyon quel que soit l'issue du débat sur Echo Park.

## Construction
La construction du barrage de Flaming Gorge a commencé quelques mois seulement après l'approbation du CRSP au Congrès, lorsque le président Dwight D. Eisenhower a appuyé sur un bouton sur son bureau à la Maison-Blanche et a déclenché la première explosion à Red Canyon. Les préparations du site et les inspections géologiques se sont poursuivies alors que Dutch John (en), la cité ouvrière qui fournissait le logement aux travailleurs, était achevée juste au nord-est du site du barrage en 1958. Plus de 3 000 personnes habiteraient Dutch John au plus fort de la construction. Le contrat principal pour la construction du barrage a été attribué à Arch Dam Constructors, un conglomérat de Peter Kiewit Sons (en), Morrison-Knudsen Company (en), Mid-Valley Utility Constructors Inc. et Coker Construction Company. La construction réelle sur le site du barrage n'a commencé qu'à la fin de 1958, lorsque les travaux ont commencé sur le tunnel de dérivation qui enverrait la rivière Verte autour du site du barrage afin de le dégager.

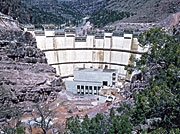
Travaux de construction du barrage de Flaming Gorge en 1962.

En avril 1959, l'excavation du tunnel de dérivation était terminée et le revêtement en béton était terminé le 17 août. Les travaux sur une paire de batardeaux en terre au-dessus et en dessous du site du barrage ont commencé lorsque le tunnel était prêt et la rivière a été canalisée autour du site du barrage le 19 novembre avec l'achèvement du batardeau supérieur. Les excavations de la rainure (fondation) pour le barrage sur la culée droite et la construction des travaux d'entrée de l'évacuateur de crues dans la culée gauche ont commencé en septembre, et toutes les structures préliminaires de la paroi du canyon ont été achevées au début de 1960. Le batardeau inférieur a été terminé en février, permettant aux travailleurs pour pomper l'eau de l'espace entre les deux barrières. Le limon et les sédiments qui composaient le lit de la rivière devaient être retirés afin d'atteindre la roche solide où les fondations pouvaient être forées; cela a été achevé en août 1960, permettant le début des travaux sur les fondations du barrage principal.
Flaming Gorge a été construite par étapes de béton en forme de blocs appelées « formes ». Le premier béton de la centrale a été coulé le 8 septembre et la construction du mur du barrage principal a commencé dix jours plus tard. Afin d'accélérer le durcissement du béton, de l'eau froide a été pompée à travers des tubes métalliques, ou « bobines », encastrés dans la structure. La mise en place du béton s'est poursuivie jusqu'au 15 novembre 1962, lorsque les travailleurs ont complété le barrage. À la fin de 1962, les travaux de la chambre des vannes de la rivière et du tunnel de l'évacuateur de crues étaient achevés et le tunnel de dérivation était fermé, permettant à l'eau de commencer à monter derrière le barrage. Les générateurs hydroélectriques du barrage ont été installés à la mi-août 1963 et la première unité est entrée en service le 27 septembre à la pression d'un interrupteur par le président John F. Kennedy. Le barrage a été officiellement inauguré par Lady Bird Johnson le 17 août de l'année suivante.

## Dimensions et opérations

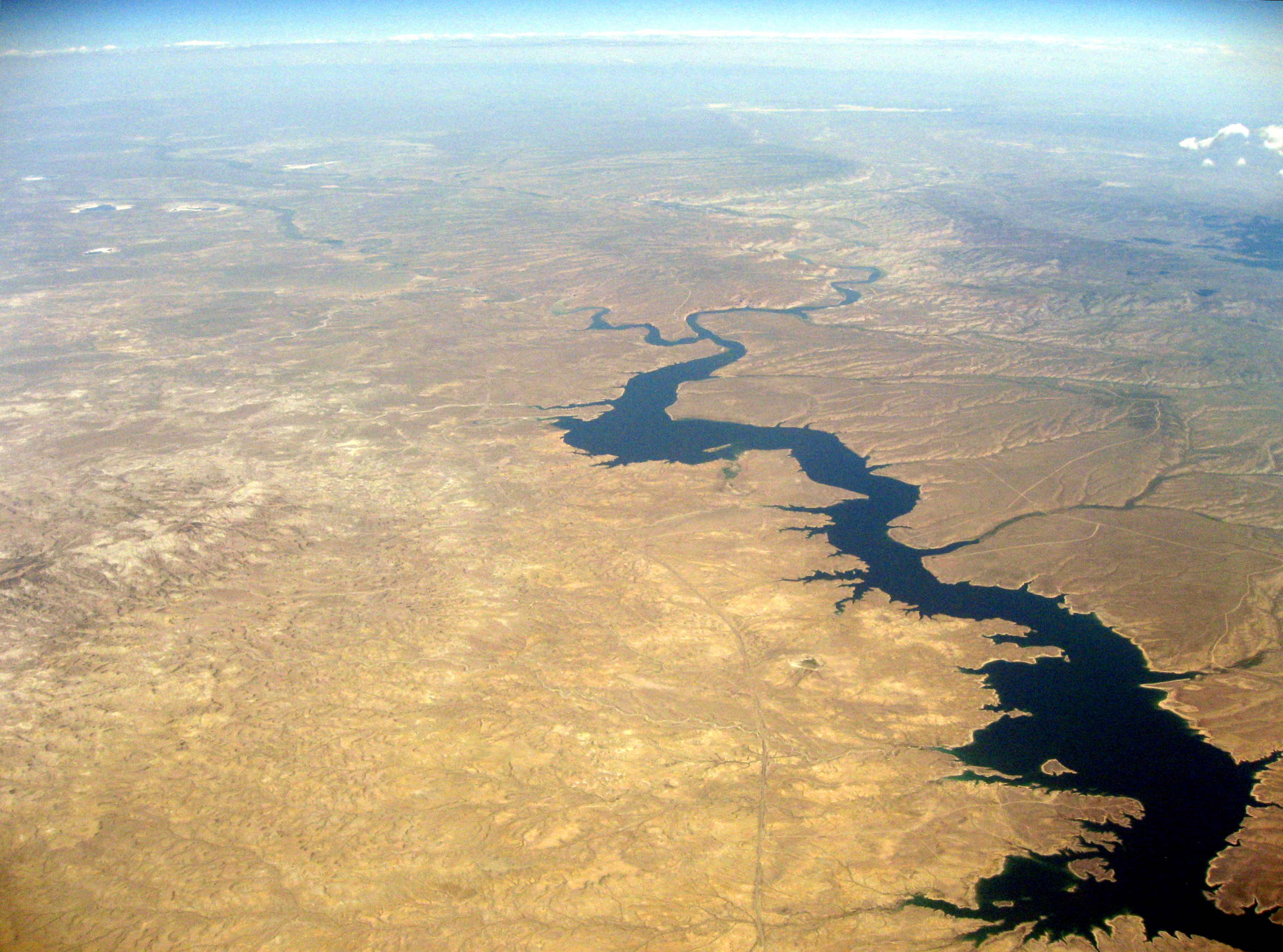
Réservoir de Flaming Gorge dans le Wyoming.

### Barrage et réservoir
Le barrage de Flaming Gorge s'élève à 153 mètres au-dessus de ses fondations et à 137 mètres au-dessus de la Green River. Il mesure 392 mètres de long le long de sa crête, avec une épaisseur de base maximale de 40 mètres, tandis que son épaisseur de crête est de 8,2 mètres. Le barrage contient environ 755 000 m3 de béton. Le réservoir a atteint pour la première fois son altitude maximale de 1 840 mètres en août 1974, avec une superficie maximale de 170,0 km2. La capacité de stockage de conservation est de 4,673 3 km3, dont 4,336 6 km3 sont une capacité active, utile pour la libération et la production d'électricité. Pendant les inondations, le réservoir peut aller jusqu'à environ 1,5 mètre plus haut, pour un total de 4,937 8 km3, s'étendant sur 17 730 ha.

### Centrale électrique
La centrale hydroélectrique du barrage est située à sa base. Il se compose de trois générateurs de 50 650 kW, alimentés par trois turbines Francis, pour une puissance installée totale de 151,95 MW. Trois conduites forcées de 3,0 mètres de diamètre alimentent en eau la centrale électrique. Le Bureau of Reclamation exploite la centrale électrique et la Western Area Power Administration (en) commercialise l'électricité produite par le barrage. La capacité originale de 1963 de la centrale était de 108 MW, soit 36 MW par générateur. Les générateurs ont été augmentés à leur capacité actuelle entre août 1990 et avril 1992.
La centrale électrique fonctionnait à l'origine sur une base de pointe (en), ce qui provoquait d'importantes fluctuations quotidiennes du débit de la rivière, avec des pointes aiguës le jour et des débits extrêmement faibles la nuit. En 1992, les schémas de libération du barrage ont été soumis à des contraintes légales en raison d'un avis biologique visant à protéger les espèces de poissons menacées. En 2006, les modèles de libération ont été encore modifiés dans le cadre d'une « Alternative d'action » conçue par le United States Fish and Wildlife Service afin d'imiter les flux naturels. La centrale électrique libère maintenant de l'eau en fonction de l'hydrogramme saisonnier naturel de la rivière Green avant la construction du barrage. De plus, les débits d'eau doivent être maintenus au-dessus de 23 m3/s à tout moment.
Le 11 août 1977, la turbine de la tranche 2 s'est bloquée à la suite de la défaillance d'un des anneaux d'étanchéité de la conduite forcée. Cet événement a entraîné le remplacement des bagues d'étanchéité des trois conduites forcées. Ces bagues d'étanchéité ont également échoué et ont été à nouveau remplacées. Cependant, aucun dommage structurel majeur n'a été causé au barrage.

### Déversoirs
L'évacuateur de crues consiste en un tunnel de 206 mètres de long qui traverse la culée gauche du barrage. Deux vannes de 5,11 mètres × 10,36 mètres à l'entrée du tunnel laisseront passer jusqu'à 820 m3/s d'eau de crue. À son extrémité amont, le tunnel a un diamètre de 8,1 mètres et au point de décharge, un diamètre de 5,5 mètres. Les ouvrages de sortie du barrage consistent en deux tuyaux en acier de 1,8 mètre de diamètre traversant le barrage. La capacité de décharge des ouvrages de sortie est de 110 m3/s. En raison de la grande capacité de stockage du réservoir, le déversoir du tunnel est rarement utilisé, à l'exception des années de crue comme 1983-1984. Tel qu'il a été construit à l'origine, l'évacuateur de crues a subi des dommages dus à la cavitation causée par la grande vitesse de l'eau qui se précipite sur le revêtement en béton. L'installation d'une fente d'aération dans le déversoir au milieu des années 1980 a remédié à ces problèmes. 

## Impacts environnementaux

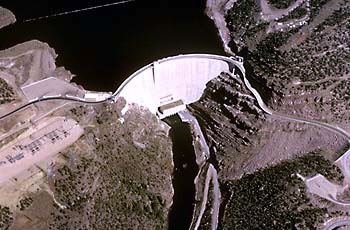
Une vue aérienne du barrage de Flaming Gorge, par le Bureau of Reclamation des États-Unis.

En arrêtant les inondations et en augmentant artificiellement les faibles débits, le barrage de Flaming Gorge a considérablement modifié les caractéristiques de la rivière Green, en particulier en amont de sa confluence avec la rivière Yampa : « Le rugissement assourdissant de la crue printanière à travers les portes de Lodore (en) dans le monument national des dinosaures est atténué au point que le son ne donne plus une idée de la puissance qui a créé cet endroit même. »
La régularisation de la rivière a conduit à la croissance de zone ripariennes le long de la Green River où elles ne se seraient pas développées naturellement en raison des effets érosifs des inondations. La réduction des changements de débit a également causé un déclin de l'habitat des amphibiens le long de la rivière. Le barrage piège les fortes charges de sédiments de la rivière, ce qui a été préjudiciable à de nombreux stocks de poissons indigènes. Les rejets d'eau froide et claire ont causé la perte de bancs de sable, l'érosion des berges et, par conséquent, l'habitat essentiel de quatre espèces de poissons indigènes dans certaines parties de la Green River. Le 28 août 2008, le Bureau of Reclamation a préparé une EIE (Environmental Impact Statement) sur l'exploitation du barrage pour répondre au débit de la rivière requis par l'article 7 de l'Endangered Species Act de 1973. 
Les quatre poissons indigènes touchés sont le meunier razorback (en), brochet du Colorado, le chevesne à bosse, le chevesne à queue osseuse (en).
L'eau froide, cependant, a permis la prolifération des populations de truites introduites. Environ 45 km de la Green River en aval du barrage sont désignés comme une « pêche à la truite ruban bleu », en dessous de laquelle l'eau a tendance à être plus chaude et plus adaptée aux espèces indigènes. De plus, le réservoir de Flaming Gorge est devenu « connu à l'échelle nationale pour la pêche spectaculaire disponible dans l'eau claire et fraîche du réservoir, ce qui est idéal pour l'élevage de grosses truites ».

## Dérivation d'eau proposée
Au début du XXIe siècle, le système du fleuve Colorado a subi des pressions en raison d'une grave sécheresse. Le corridor urbain de Front Range (en) à croissance rapide du Colorado, qui n'est pas situé dans le bassin du fleuve Colorado mais en reçoit de l'eau via des dérivations à travers les montagnes Rocheuses, devrait manquer d'eau dans 20 ans à peine si aucun nouvel approvisionnement n'est développé. Une proposition litigieuse pour augmenter l'approvisionnement en eau est via un pipeline de 806 km du réservoir Flaming Gorge au sud-est du Wyoming et de là à l'est du Colorado. La dérivation de 9 milliards de dollars fournirait environ (0,20 à 0,25 km3) d'eau nouvelle par an pour le Front Range. Bien que l'est du Colorado soit plus bas que le réservoir de Flaming Gorge, l'eau devrait être pompée au-dessus des montagnes Rocheuses, ce qui ferait du projet un consommateur net d'électricité. La proposition a causé d'importants différends sur les droits d'eau avec environ 87% des résidents du Wyoming interrogés contre le projet. La Federal Energy Regulatory Commission et le U.S. Army Corps of Engineers ont refusé les permis pour la construction du projet.

L'extrémité inférieure du réservoir de Flaming Gorge est presque pleine en juillet 2010. Le barrage de Flaming Gorge est visible à gauche.